# Cebochoeridae
Os Ceboquerídeos (Cebochoeridae) são uma família de mamíferos extintos, da ordem dos Cetartiodactyla. Tradicionalmente eram incluídos na Subordem Suiformes e Infraordem Ancodonta, mas o reconhecimento deste grupos como para ou polifiléticos tornou a sua classificação mais problemática.
Os Cebochoeridae foram um grupo endêmico no continente europeu, e seus fósseis  distribuem entre o Eoceno Médio e o Oligoceno Inferior. No final deste período, o isolamento do continente europeu terminou com a invasão de inúmeros grupos mais modernos de origem asiática (o episódio conhecido como Grand Coupure, provocando a extinção de muitos grupos endêmicos europeus.

## Taxonomia da FamíliaCebochoeridaeLydekker, 1883
- Gervachoerus Sudre, 1978
  - Gervachoerus fontensis Sudre, 1978 - Eoceno Superior, Headoniano, Languedoc-Roussillon, França
  - Gervachoerus jaegeri (=Cebochoerus jaegeri) - Eoceno Médio,
- Cebochoerus Gervais, 1852
  - Cebochoerus lacustris Sudre, 1978  - Eoceno Superior, Headoniano, Languedoc-Roussillon, França
  - Cebochoerus lautricensis - França
  - Cebochoerus suillus - Eoceno Médio, Geiseltaliano (MP 13), Geiseltal oMK, Alemanha; La Défense, França.
  - Cebochoerus dawsoni - Eoceno Médio, Geiseltaliano (MP 13), Geiseltal oMK, Alemanha; Bouxwiller, Alsácia, França.
  - Cebochoerus ruetimeyeri - Eoceno Médio, Geiseltaliano (MP 13), Aumelas, França; Robiaciano (MP 14), Egerkingen, Suíça.
  - Cebochoerus minor - Eoceno Superior, Headoniano, Barton C-F, Eclépens-Gare e  Les Castrais, França
  - Cebochoerus robiacensis - Eoceno Superior, Headoniano, Creechbarrow, Inglaterra; Les Castrais e Robiac, França.
  - Cebochoerus helveticus Pictet e Humbert 1869 - Suíça
- Acotherulum Gervais, 1850
  - Acotherulum saturninum - Eoceno superior, Headoniano, Isle of Wight, Inglaterra
  - Acotherulum campichii Pictet, 1855- Eoceno Superior, Headoniano, Creechbarrow, Inglaterra; Grisolles, França.
  - Acotherulum pumilum
  - Acotherulum quercyi
- Moiachoerus Golpe-Posse, 1972
  - Moiachoerus simpsoni - Eoceno Superior, Headoniano, San Cugat de Gavadons, Catalunha, Espanha